# NGC 1637
NGC 1637は、エリダヌス座の方角に約3500万光年離れた位置にある中間渦巻銀河である。NGC 1637の中で、1つの超新星（SN 1999em）が発見されている。